# Hernádnémeti
Hernádnémeti é um município da Hungria, situado no condado de Borsod-Abaúj-Zemplén. Tem 28,76 km² de área e sua população em 2015 foi estimada em 3.421 habitantes.